# Episodi di Law & Order - Unità vittime speciali (ventitreesima stagione)
La ventitreesima stagione della serie televisiva Law & Order - Unità vittime speciali, composta da 22 episodi, è stata trasmessa in prima visione negli Stati Uniti d'America da NBC dal 23 settembre 2021 al 19 maggio 2022.
In Italia è stata trasmessa in prima visione da Sky Investigation dal 25 febbraio al 19 giugno 2022.
In questa stagione Jamie Gray Hyder e Demore Barnes escono dal cast principale, mentre entra Octavio Pisano.
| nº | Titolo originale               | Titolo italiano                           | Prima TV USA      | Prima TV Italia  |
| -- | ------------------------------ | ----------------------------------------- | ----------------- | ---------------- |
| 1  | And the Empire Strikes Back    | E l'impero colpisce ancora                | 23 settembre 2021 | 25 febbraio 2022 |
| 2  | Never Turn Your Back on Them   | Non gli voltare mai le spalle             | 23 settembre 2021 | 25 febbraio 2022 |
| 3  | I Thought You Were on My Side  | Pensavo fossi dalla mia parte             | 30 settembre 2021 | 4 marzo 2022     |
| 4  | One More Tale of Two Victims   | Un'altra storia con due vittime           | 7 ottobre 2021    | 4 marzo 2022     |
| 5  | Fast Times @TheWheelHouse      | Tempi che cambiano alla Wheelhouse        | 14 ottobre 2021   | 11 marzo 2022    |
| 6  | The Five Hundredth Episode     | L'episodio numero cinquecento             | 21 ottobre 2021   | 11 marzo 2022    |
| 7  | They'd Already Disappeared     | Erano già scomparse                       | 4 novembre 2021   | 1º maggio 2022   |
| 8  | Nightmares in Drill City       | Incubi nella città della Drill            | 11 novembre 2021  | 1º maggio 2022   |
| 9  | People vs. Richard Wheatley    | Lo stato contro Richard Wheatley          | 9 dicembre 2021   | 8 maggio 2022    |
| 10 | Silent Night, Hateful Night    | Notte silenziosa, notte fatale            | 6 gennaio 2022    | 8 maggio 2022    |
| 11 | Burning With Rage Forever      | Ardere di rabbia per sempre               | 13 gennaio 2022   | 15 maggio 2022   |
| 12 | Tommy Baker's Hardest Fight    | La lotta più dura di Tommy Baker          | 20 gennaio 2022   | 15 maggio 2022   |
| 13 | If I Knew Then What I Know Now | Se allora avessi saputo quel che so oggi  | 24 febbraio 2022  | 22 maggio 2022   |
| 14 | Video Killed the Radio Star    | Video Killed the Radio Star               | 3 marzo 2022      | 22 maggio 2022   |
| 15 | Promising Young Gentlemen      | Giovani e promettenti gentiluomini        | 10 marzo 2022     | 29 maggio 2022   |
| 16 | Sorry If It Got Weird for You  | Scusa se è stato strano per te            | 17 marzo 2022     | 29 maggio 2022   |
| 17 | Once Upon a Time in El Barrio  | C'era una volta a El Barrio               | 7 aprile 2022     | 5 giugno 2022    |
| 18 | Eighteen Wheels a Predator     | Predatore a diciotto ruote                | 14 aprile 2022    | 5 giugno 2022    |
| 19 | Tangled Strands of Justice     | Fili pieni di giustizia                   | 28 aprile 2022    | 12 giugno 2022   |
| 20 | Did You Believe in Miracles?   | Credevi nei miracoli?                     | 5 maggio 2022     | 12 giugno 2022   |
| 21 | Confess Your Sins To Be Free   | Confessa i tuoi peccati per essere libero | 12 maggio 2022    | 19 giugno 2022   |
| 22 | Final Call At Forlini's Bar    | Ultima chiamata al bar di Forlini         | 19 maggio 2022    | 19 giugno 2022   |

## E l'impero colpisce ancora
- Titolo originale: And the Empire Strikes Back
- Diretto da: Norberto Barba
- Scritto da: Warren Leight, Julie Martin e Bryan Goluboff

### Trama
Quando un potente membro del Congresso usa la sua posizione politica per trafficare ragazze, Benson e l'Unità vittime speciali corrono contro il tempo per farlo espellere, ma il caso potrebbe essere più difficile di quanto pensassero. Benson deve affrontare un grave dilemma quando la sua lealtà a Garland viene messa alla prova nel caso fallito di Javon Brown. Nel frattempo, il detective Joe Velasco si unisce alla squadra dell'Unità vittime speciali quando viene assegnato al caso dal capo McGrath. Inoltre, un sospetto incidente d'auto mette in pericolo la vita di Benson.
- Guest star: Ben Rappaport (George Howard), Octavio Pisano (detective Joseph Velasco), Terry Serpico (Thomas McGrath), Christopher Meloni (detective Elliot Stabler).

## Non gli voltare mai le spalle
- Titolo originale: Never Turn Your Back on Them
- Diretto da: Norberto Barba
- Scritto da: Julie Martin e Bryan Goluboff (sceneggiatura), Warren Leight (soggetto)

### Trama
L'Unità vittime speciali continua a indagare sul parlamentare George Howard, accusato di stupro nei confronti di una ragazzina di quindici anni. Il caso subisce una grave battuta d'arresto quando uno dei testimoni scompare nel nulla, mentre gli altri vengono uccisi o minacciati. L'indagine conduce Fin e Kat lungo un percorso pericoloso che mette in pericolo la vita di Kat, ma in compenso la squadra scopre che Myron Gold, l'avvocato di Howard, ha rapito la ragazzina stuprata e l'ha costretta ad abortire contro la volontà di Howard, ignaro che la ragazza fosse incinta. La squadra è decisa a perseguire anche Gold per i suoi crimini, ma questo dice di avere informazioni compromettenti riguardo molti politici dei "piani alti". Spaventati dalle affermazioni di Gold, i "piani alti" obbligano l'Unità vittime speciali a far cadere le accuse nei confronti di Gold, mentre Howard viene condannato per lo stupro. Nel frattempo, Rollins e Carisi determinano lo stato della loro relazione. Kat si dimette dall'Unità vittime speciali, dopo che il suo incidente le ha fatto capire che per cambiare non vale la pena restare, e Benson diventa ancora più sconvolta quando scopre che anche Garland si dimette dal ruolo di capo dopo quello che è successo con il caso Javon Brown.

## Pensavo fossi dalla mia parte
- Titolo originale: I Thought You Were On My Side
- Diretto da: John Behring
- Scritto da: Julie Martin e Warren Leight (sceneggiatura), Bryan Goluboff (soggetto)

### Trama
Benson e Rollins devono vedersela con l'FBI e l'Unità anticrimine organizzato quando una vittima di stupro identifica un pericoloso mafioso come suo aggressore. Sfortunatamente, l'Unità vittime speciali si rende conto che lo stupratore è molto più connesso di quanto pensassero inizialmente, complicando ulteriormente le cose per la vittima.
- Guest star: Herizen Guardiola (Tara Riley), Rhys Corio (Gabe Navarro), Christopher Meloni (detective Elliot Stabler).
- Quest'episodio è la prima parte di un crossover che prosegue con Un nuovo ordine mondiale (episodio 2x02 di Law & Order: Organized Crime) e si conclude con Eddie Wagner, il fuorilegge (episodio 2x03 di Law & Order: Organized Crime).

## Un'altra storia con due vittime
- Titolo originale: One More Tale of Two Victims
- Diretto da: Michael Pressman
- Scritto da: Denis Hamill (soggetto e sceneggiatura), Monet Hurst-Mendoza (sceneggiatura) e Bryan Goluboff (soggetto)

### Trama
Benson e Fin affrontano le strette redini del capo McGrath quando la squadra cerca uno stupratore seriale che attacca le madri con bambini piccoli costretti a guardare. Nel frattempo, Velasco non riceve un caloroso benvenuto nel distretto perché la squadra pensa che potrebbe essere una spia di McGrath.

## Tempi che cambiano alla Wheelhouse
- Titolo originale: Fast Times @TheWheelhouse
- Diretto da: Martha Mitchell
- Scritto da: Brianna Yellen e Brendan Feeney

### Trama
La squadra dell'Unità vittime speciali viene trascinata nel mondo dei social media quando una vittima di stupro viene aggredita da due famosi fratelli influencer. Quando l'amico della vittima non riesce a farsi avanti, fa tutto il possibile per rimediare.
- Guest star: Lena Torluemke (Willa Bartola), Jakob Winter (Tate Rivers), Conor Sweeney (Liam Rivers), Taylor Trensch (Diggy Wheeler).

## L'episodio numero cinquecento
- Titolo originale: The Five Hundredth Episode
- Diretto da: Juan José Campanella
- Scritto da: Brianna Yellen (soggetto e sceneggiatura), Julie Martin (sceneggiatura) e Warren Leight (soggetto)

### Trama
Dopo sei anni, il detective Nicholas Amaro torna all'Unità vittime speciali per riunirsi con gli ex membri della squadra, ma anche per riaprire un caso che vede Benson con qualcuno del suo passato, al fine di riscattare il nome di un condannato per stupro, ma potrebbe esserci un segreto del suo passato che causa attriti con Benson.
- Guest star: Danny Pino (Nick Amaro), Aidan Quinn (Burton Lowe).

## Erano già scomparse
- Titolo originale: They'd Already Disappeared
- Diretto da: Bethany Rooney
- Scritto da: Kathy Dobie e Micharne Cloughley

### Trama
Quando una prostituta adolescente scompare, Rollins e Velasco trovano un indizio chiave in una pila di segnalazioni di persone scomparse trascurate e scoprono che hanno a che fare con un serial killer.

## Incubi nella città della Drill
- Titolo originale: Nightmares in Drill City
- Diretto da: Norberto Barba
- Scritto da: Bryan Goluboff

### Trama
Carisi chiede aiuto all'Unità vittime speciali per un'indagine di omicidio quando uno dei testimoni mostra segni di abusi che inducono Benson e l'Unità vittime speciali a indagare.
- Guest star: Alison Thornton (Victoria Warshofsky).

## Lo stato contro Richard Wheatley
- Titolo originale: People vs. Richard Wheatley
- Diretto da: Michael Smith
- Scritto da: Brendan Feeney, Monet Hurst-Mendoza e Candice Sanchez McFarlane (sceneggiatura), Julie Martin e Warren Leight (soggetto)

### Trama
Carisi processa Richard Wheatley per l'omicidio di Kathy Stabler; Benson si trova in disaccordo con Rafael Barba quando accetta di gestire il caso.
- Guest star: Dylan McDermott (Richard Wheatley), Raúl Esparza (Rafael Barba), Christopher Meloni (Elliot Stabler).
- Questo episodio inizia un crossover che si conclude con L'episodio di Natale (episodio 2x09 di Law & Order: Organized Crime).

## Notte silenziosa, notte fatale
- Titolo originale: Silent Night, Hateful Night
- Diretto da: Norberto Barba
- Scritto da: Julie Martin e Kathy Dobie (sceneggiatura) e Warren Leight (soggetto e sceneggiatura)

### Trama
L'Unità vittime speciali viene chiamata per aiutare a indagare su un'ondata di crimini d'odio alla vigilia di Natale, assistendo l'Unità per i crimini d'odio ora guidata dal capitano Declan Murphy, il quale vuole anche trovare una soluzione con Rollins sul fatto che voglia essere nella vita di sua figlia Jessie. Le indagini fanno convergere i sospetti su un ragazzo a spasso con il cane, che dice di chiamarsi Don Johnson e di voler testimoniare, ma secondo Murphy ha qualcosa da nascondere.
- Guest star: Donal Logue (Capitano Declan Murphy), Jason Biggs (Detective Andy Parlato-Goldstein), Keith Nobbs (Don Johnson / Darko Pavic).
- Curiosità: il nome falso usato dal sospettato è una citazione di uno degli attori più celebri del cosiddetto "Wolfverse" (l'insieme delle serie TV create da Dick Wolf), ovvero Don Johnson di Miami Vice.

## Ardere di rabbia per sempre
- Titolo originale: Burning with Rage Forever
- Diretto da: Mary Lambert
- Scritto da: Brianna Yellen e Brendan Feeney

### Trama
Un ragazzino scompare dopo aver incontrato un giocatore online, che presto porta a un segreto più profondo su suo zio Carlos. Benson sospetta che suo figlio Noah sia vittima di bullismo da parte di un adolescente del quartiere e svela un suo segreto.
- Guest star: Christian Navarro (zio Carlos Guzmán).

## La lotta più dura di Tommy Baker
- Titolo originale: Tommy Baker's Hardest Fight
- Diretto da: Ed Bianchi
- Scritto da: Candice Sanchez McFarlane e Bryan Goluboff

### Trama
Quando il popolare combattente Tommy Baker non si fa vivo per il più grande incontro dell'anno, Rollins e Velasco vengono coinvolti in una complicata rete di segreti che portano alla sessualità nascosta dell'uomo. McGrath si confida con Benson riguardo a sua figlia adolescente che beve e si comporta male.
- Guest star: Cole Doman (Tommy Baker).

## Se allora avessi saputo quel che so oggi
- Titolo originale: If I Knew Then What I Know Now
- Diretto da: Juan José Campanella
- Scritto da: Micharne Cloughley (soggetto e sceneggiatura), Julie Martin (sceneggiatura) e Warren Leight (soggetto)

### Trama
Una giovane donna viene a conoscenza dei suoi genitori naturali e chiede aiuto a Benson. Carisi e Rollins valutano i rischi di rendere pubblica la loro relazione.
- Guest star: Gates Leonard (Ashley Peters), Charlotte Cabell & Vivian Cabell (Jesse Rollins).

## Video Killed the Radio Star
- Titolo originale: Video Killed the Radio Star
- Diretto da: Alex Zakrzewski
- Scritto da: Denis Hamill e Monet Hurst-Mendoza (sceneggiatura), Warren Leight e Julie Martin (soggetto)

### Trama
L'Unità vittime speciali indaga su un popolare conduttore radiofonico per stupro e omicidio; Rollins va sotto copertura.
- Guest star: Jake Weber (Bob Flynn).
- Questo episodio è dedicato alla memoria di Ned Eisenberg.

## Giovani e promettenti gentiluomini
- Titolo originale: Promising Young Gentlemen
- Diretto da: David Grossman
- Scritto da: Kathy Dobie, Candice Sanchez McFarlane e Brianna Yellen (sceneggiatura), Julie Martin e Warren Leight (soggetto)

### Trama
Dopo aver lasciato una cena in cui Rollins incontra per la prima volta la madre di Carisi, la nipote di Carisi, Mia, chiama suo zio dicendogli che la sua amica è stata violentata. Lui la incoraggia a denunciare lo stupro. La denuncia conduce Benson a indagare sulla società segreta di un college che violenta le studentesse.
- Guest star: Beverly D'Angelo (Serafina Carisi), Avery Cole (Annabel Nelson), Ryann Shane (Mia Morino).

## Scusa se è stato strano per te
- Titolo originale: Sorry If It Got Weird for You
- Diretto da: Leslie Hope
- Scritto da: Brendan Feeney (soggetto e sceneggiatura), Matt Klypka (sceneggiatura), Bryan Goluboff (soggetto)

### Trama
Dopo aver avuto un appuntamento e aver conosciuto una donna tramite un'app di incontri, Velasco scopre che lei è una vittima di stupro. In seguito la donna viene a sapere che il suo aguzzino, il creatore dell'app, aveva violentato la sua madrina un paio di anni prima e decide di prendere in mano la situazione per far fronte all'abuso. Nel frattempo, l'esperienza di Velasco come detective viene messa sotto processo.
- Guest star: Christine Spang (Lisa Rose), Jon Glaser (Jackson Wright), Sherri Saum (Cressida Gordon).

## C'era una volta a El Barrio
- Titolo originale: Once Upon a Time in El Barrio
- Diretto da: Oscar Rene Lozoya II
- Scritto da: Denis Hamill (soggetto e sceneggiatura), Monet Hurst-Mendoza (sceneggiatura), Bryan Goluboff (soggetto)

### Trama
Velasco chiede aiuto a Benson per trovare tre ragazze che sono state trafficate dalla sua città natale a New York City.

## Predatore a diciotto ruote
- Titolo originale: Eighteen Wheels a Predator
- Diretto da: Martha Mitchell
- Scritto da: Brianna Yellen e Monet Hurst-Mendoza (sceneggiatura), Kathy Dobie (soggetto)

### Trama
Rollins e Fin indagano su un'aggressione nel Kentucky che ha sorprendenti somiglianze con una vittima trovata a Central Park.

## I Fili intricati della giustizia
- Titolo originale: Tangled Strands of Justice
- Diretto da: Jean de Segonzac
- Scritto da: Warren Leight e Julie Martin (sceneggiatura), Brendan Feeney (soggetto)

### Trama
Garland chiede a Benson di riaprire un caso di persona scomparsa a cui ha lavorato all'inizio della sua carriera. Nel frattempo, una vittima di un recente caso di Carisi viene arrestata.

## Credevi nei miracoli?
- Titolo originale: Did You Believe in Miracles?
- Diretto da: Pratibha Parmar
- Scritto da: Micharne Cloughley (soggetto e sceneggiatura), Victoria Pollack (sceneggiatura), Candice Sanchez McFarlane (soggetto)

### Trama
Quando la scuola di uno studente denuncia la scomparsa di una ragazza, la squadra deve rintracciare un amico di famiglia fidato per avere risposte. L'amico della famiglia della ragazza sparita si rivela essere un pedofilo, che aveva preso di mira la ragazza e che aveva prima indotto la madre della ragazza a tradire il marito con lui e stessa cosa aveva fatto col marito inducendolo ad avere rapporti omosessuali con lui per poi infine rapire la ragazza e farle il lavaggio del cervello con la Bibbia facendole credere di essere il Messia per poterla stuprare, facendola finire incinta di lui e infine cercare di sposarla. Dopo aver ritrovato la ragazza e aver scoperto tutto con l'aiuto dei genitori della ragazza, riescono a incriminare il folle uomo facendolo finire in prigione. Benson riceve una sorpresa per la festa della mamma da Noah che incontra Stabler per la prima volta.
- Guest star: Alexander Koch (Nick Pearce).

- Questo episodio inizia un crossover che si conclude con Perso (episodio 2x20 di Law & Order: Organized Crime).

## Confessa i tuoi peccati per essere libero
- Titolo originale: Confess Your Sins to Be Free
- Diretto da: Norberto Barba
- Scritto da: Julie Martin e Christian Tyler (sceneggiatura), Denis Hamill e Warren Leight (soggetto)

### Trama
Quando l'unica prova di un crimine è una confessione in chiesa, Carisi deve trovare un altro modo per dimostrare la colpevolezza del suo sospettato. Burton Lowe riappare per sistemare le cose con Benson.

## Ultima chiamata al bar di Forlini
- Titolo originale: A Final Call at Forlini's Bar
- Diretto da: Juan José Campanella
- Scritto da: Warren Leight e Julie Martin

### Trama
Una vittima di violenza domestica finisce al tavolo dell'imputato e Rollins sorprende Carisi con il temibile avversario Rafael Barba. Benson lotta per perdonare Barba per aver difeso Wheatley e affronta con lui i propri sentimenti per Stabler.